# Isabel Caetano
Isabel Caetano (* 28. Dezember 1979 in Leiria) ist eine ehemalige portugiesische Radsportlerin, die auf Straße und Bahn, bei Querfeldein- und Mountainbikerennen aktiv ist. Sie ist die erfolgreichste und vielseitigste Radsportlerin ihres Landes seit der Mitte der 2000er Jahre.
Im Alter von 15 Jahren begann Isabel Caetano mit dem Radsport und bestritt im Jahr darauf erste Wettbewerbe. 2004 errang sie erstmals einen nationalen Meistertitel, im Straßenrennen sowie im Mountainbikerennen, wo sie 2005 nochmals gewann. Bis 2011 wurde sie insgesamt dreimal portugiesische Meisterin im Straßenrennen und sechsmal im Einzelzeitfahren. Zwischen 2011 und 2015 wurde sie vier Mal nationale Meisterin im Querfeldeinrennen und 2011 errang sie zudem zwei Titel auf der Bahn.
2013 belegte Caetano bei dem wiederbelebten innerstädtischen Rennen Subida à Glória in Lissabon Rang zwei.
Ab 2013 legte Isabel Caetano ihren Schwerpunkt auf Querfeldeinrennen und wurde viermal in Folge portugiesische Meisterin in dieser Disziplin.

## Erfolge

### Straße
2003
- Portugiesische Meisterin – Einzelzeitfahren

2004
- Portugiesische Meisterin – Straßenrennen, Einzelzeitfahren

2005
- Portugiesische Meisterin – Straßenrennen

2006
- Portugiesische Meisterin – Straßenrennen

2007
- Portugiesische Meisterin – Einzelzeitfahren

2008
- Portugiesische Meisterin – Einzelzeitfahren

2011
- Portugiesische Meisterin – Einzelzeitfahren

2013
- Portugiesische Meisterin – Querfeldeinrennen

2014
- Portugiesische Meisterin – Querfeldeinrennen

2015
- Portugiesische Meisterin – Querfeldeinrennen

2016
- Portugiesische Meisterin – Querfeldeinrennen